# Попова Ольга Петрівна
Попова Ольга Петрівна (нар. 17 травня 1941) — радянська і українська архітекторка, членкиня Національної спілки архітекторів України, архітекторка-проєктувальниця дитячого містечка «Казка», головна архітекторка міста Миколаїв (1974—1977).

## Житєпис
Народилася 17 травня 1941 року.
У 1968 році закінчила архітектурний факультет Київського інженерно-будівельного інституту. Проєктну діяльність почала в Миколаївській філії інституту «Дніпроміст» з проєктування піонерських таборів, баз відпочинку, яхт-клубів і готелей. Згодом була залучена до створення монументальних споруд міста.
На посаді головної архітекторки міста розробила концепцію комплексної забудови і благоустрою міста, внаслідок якої стало можливим проєктування першого в Радянському Союзі дитячого містечка «Казка», в зведенні якого приймала активну участь на рівних із своїм чоловіком, Вадимом Поповим.
Працювала в співавторстві з скульпторами Ю. А. Макушиним і І. В. Макушиною під час зведення пам'ятників О. С. Пушкіну, лейтенанту Шмідту, Ленінському комсомолу, М. П. Леонтовичу та іншим.
У 1991 році зайняла посаду головної архітекторки старої частини міста в Миколаєві. Разом з інститутом «Укрпроєктреставрація» створила історико-архітектурний план Миколаєва і проєкт регенерації історичного середовища.
У 1996 році стала головною архітекторкою приватної фірми «Ліана-Зодчий». Брала участь у благоустрої територій Миколаївського зоопарку і створення Ново-Апостольської церкви.

## Роботи
- Меморіальний комплекс «68-ми героям-десантникам» (Миколаїв, 1974);
- Реставрація будівлі колишньої трамвайної підстанції (Миколаїв);
- Дитяче містечко «Казка» (Миколаїв, 1982);
- Ресторанно-торговий комплекс «Біла акація» (Миколаїв);
- 72-й мікрорайон міста Миколаїв;
- Церква Святого Миколая в (село Рибаківка, Миколаївська область);
- Пам'ятник В. О. Сухомлинському (МНУ імені В. О. Сухомлинського, Миколаїв);
- Пам'ятник О. С. Пушкіну (Миколаїв, 1988);
- Пам'ятник лейтенанту Шмідту (Очаків);
- Ново-Апостольська церква (Миколаїв);
- Пам'ятник Ігнатію Шевченко (Миколаїв, 1994);
- Армянська церква (Миколаїв, 2012).